# Escubidú
|  | Per a altres significats, vegeu «Scoubidou». |

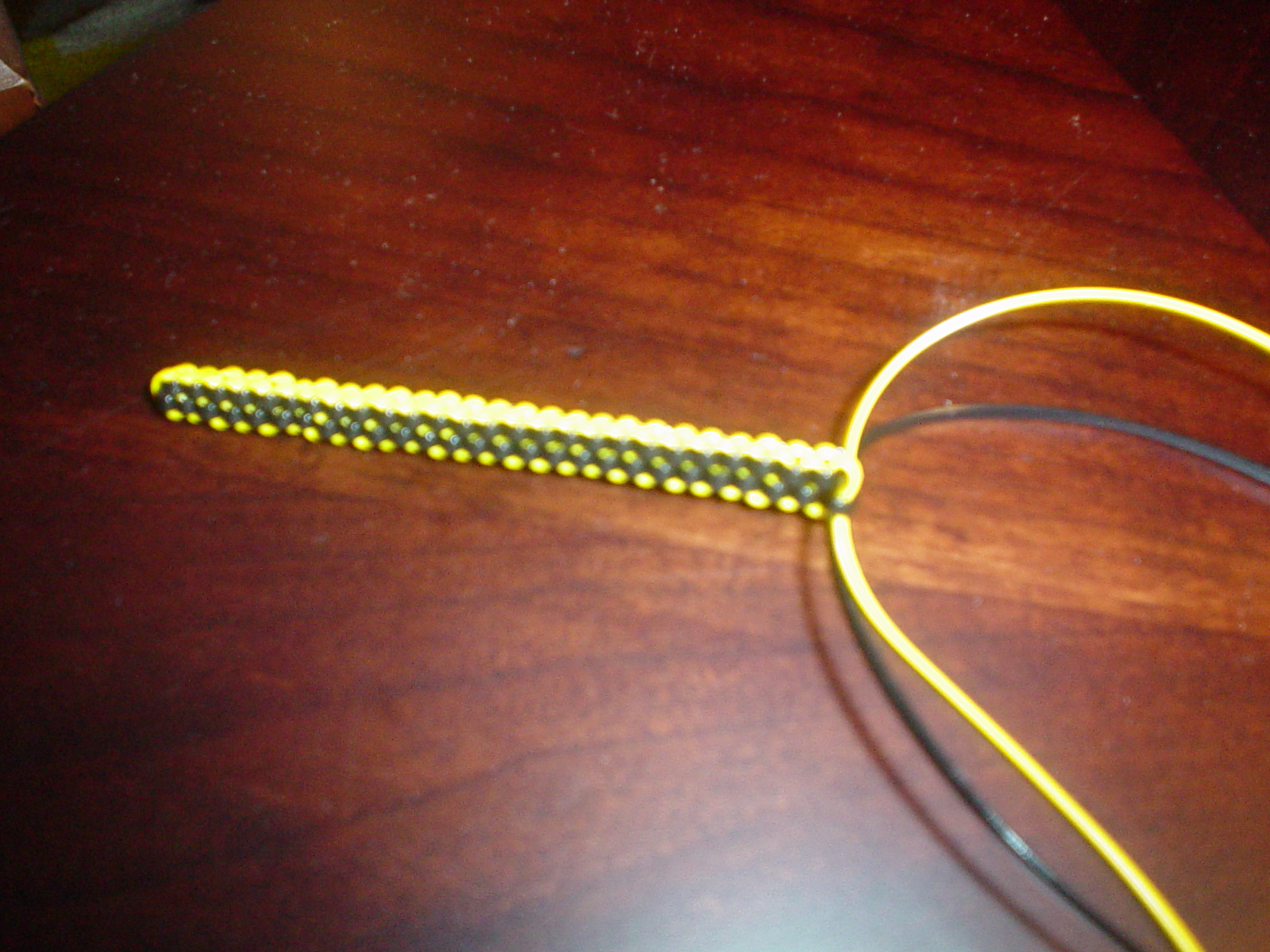
Un escubidú quadrat de quatre fils

L'escubidú (del francès scoubidou) és una forma de macramé que es va posar de moda als any 1960 i que va ressorgir la dècada de 1980 i el 2004. Tot i això, la tècnica –amb materials tradicionals– és més antiga i se'n troben traces des del primer mil·lenni precristià a l'Àfrica subsahariana en la decoració de ceràmica.
Tot i es pot fer servir qualsevol material oblong i fluix, –cordills, argila, cuir…– la forma moderna consisteix en trenar diversos tubs de plàstic, de diferents colors i de secció mil·limètrica, que es poden utilitzar després com a anells i polseres. Hi ha diferents modes de trenar els tubs, tot i que el més habitual és fer-ho amb quatre tubs diferents, tot formant una secció quadrada. El nom d'«escubidú» prové d'una onomatopeia manllevada de l'scat, una forma de jazz, scoo bi doo bi dooh ah!, utilitzada en aquest sentit per primera vegada el 1958 en la cançó «Scoubidou», el primer senzill exitós del cantautor francès Sacha Distel. En l'argot francès, la paraula va prendre el significat de penis, més aviat en sentit despectiu quant a les dimensions.